# Ulungur
Ulungur nebo Kyzylbaš (čínsky znaky 乌伦古湖) je bezodtoké jezero na severu Džungarské roviny v autonomní oblasti Sin-ťiang v Čínské lidové republice. Má rozlohu 1035 km². Leží v nadmořské výšce 468 m.

## Pobřeží
Pobřeží je pusté, místy jsou na něm slaniska a porosty rákosu.

## Vodní režim
S jezerem Ulungur je spojené průtokem menší jezero Jili, které leží ve vzdálenosti 5 km jihovýchodně o dva metry výše. Někdy bývá pod názvem Ulungur uváděna soustava obou jezer, s tím, že v minulosti tvořila dohromady jedinou vodní plochu. Hlavním přítokem je řeka Urungu (též uváděná jako řeka Ulungur).
V letech 1960 až 1987 se hladina jezera snížila o 4,2 m, což je dáno rostoucím využíváním říční vody pro zavlažování a další potřeby. Aby se tento problém odstranil, byl v roce 1987 vybudován přivaděč od řeky Irtyš, protékající za úzkým předělem 2 km severně od jezera. Přivaděč odklání část vody z Irtyše nejprve do malého jezírka severně od jezera Ulungur, poté se větví ve tvaru písmene Y a tyto dvě větve ústí do jezera Ulungur.

## Vlastnosti vody
Voda je mírně slaná. V zimě jezero zamrzá.

## Fauna
Je bohaté na ryby (jelci, líni, karasi, okouni, hrouzci, potočníci). Jezero je důležitou ptačí oblastí.